# ヨハン・シュレーター

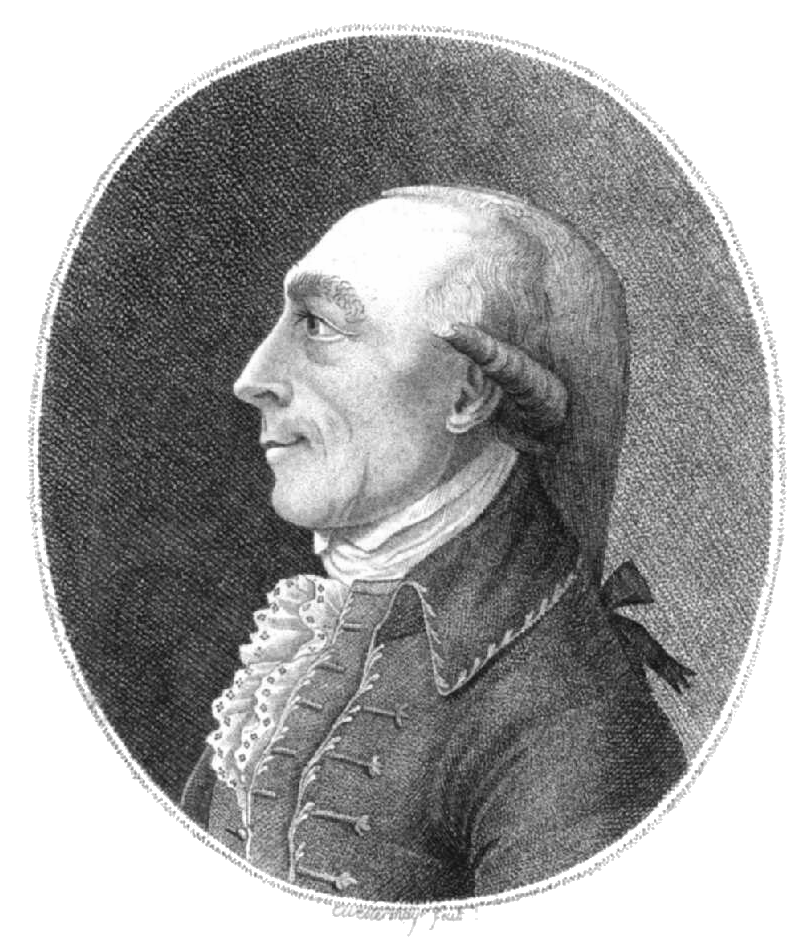
ヨハン・シュレーター

ヨハン・ヒエロニュムス・シュレーター（Johann Hieronymus Schroeter, 1745年8月30日 - 1816年8月29日）は、ドイツの天文学者。

## 生涯
エアフルトに生まれ、ゲッティンゲン大学で法律を学び、10年ほど法律の仕事についた。
1777年にウィリアム・ハーシェル兄弟を援助したことで知られるハノーファー王ゲオルク3世（イギリス王ジョージ3世）の王室の秘書に任じられることによって、天文学に興味を持ち、口径50mm、91cm長の屈折望遠鏡を購入し、太陽や月、金星の観測を始めた。1781年のハーシェルによる天王星の発見に刺激を受けて、より天文学に専念するために職を辞し、リリエンタールの市長の職についた。
1784年にハーシェルから12cm口径の122cmの焦点距離の反射望遠鏡を購入し、すぐに観測家として知られるようになった。さらに1786年には16.5cm口径で214cmの焦点距離の倍率1200倍の望遠鏡を6ヶ月分の収入に相当する値段で購入し、金星、火星、木星、土星の観測を行った。

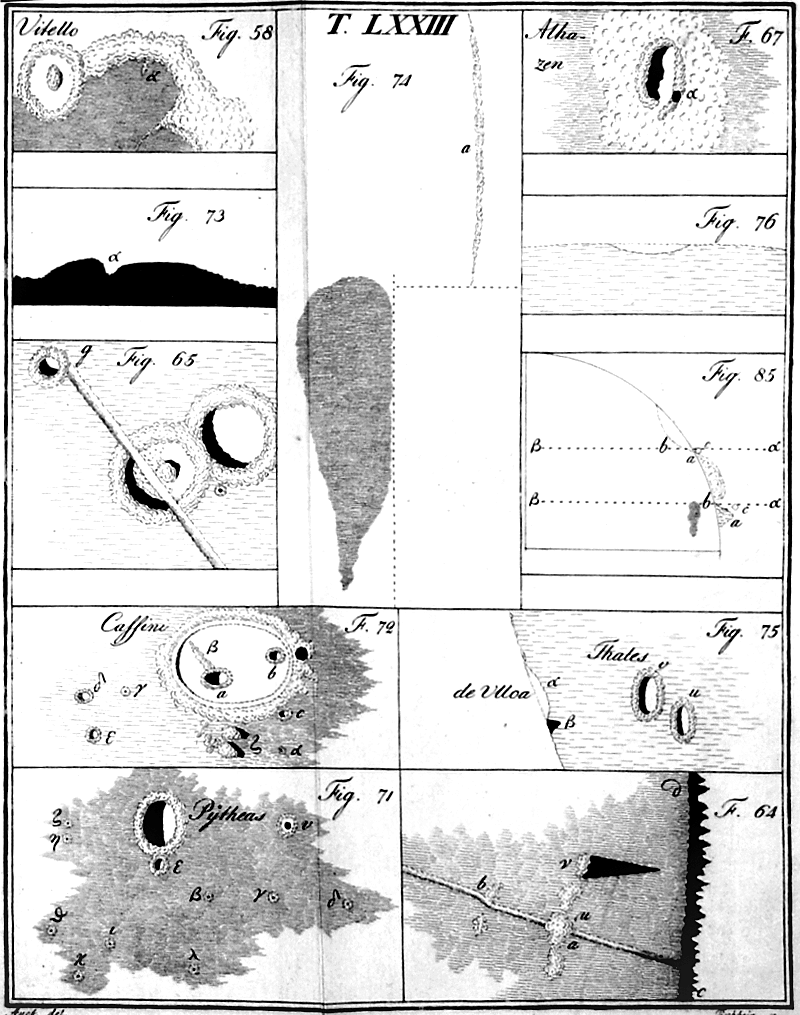
Selenetopographische Fragmente中の月の地形図

1791年に月の地形図を "Selenotopographische Fragmente zur genauern Kenntniss der Mondflache" として出版した。1793年にはシュレータ効果と呼ばれることになる金星の満ち欠けの見え方の変化について気が付いた最初の一人となった。1798年に王立協会フェローに選出。
1800年頃にはフランツ・フォン・ツァハらと新惑星を探索する、通称リリエンタール探偵団をつくり、1804年にはカール・ハーディングがシュレーターの観測所で小惑星ジュノーを発見した。
1816年にニーダーザクセン州のリリエンタールで死去した。
ナポレオン戦争でフランス軍により、シュレーターの観測所は破壊された。シュレータの火星の図はその没後、1873年に再発見され、1881年に出版された。
小惑星3707番シュレーター(Schröter)、4983番シュレーテリア(Schroeteria)、月のクレーター、火星のクレーター、月のシュレーター谷などにシュレーターの名は命名されている。